# Москалец, Константин Вильевич
Константин Вильевич Москале́ц (род. 1963) — советский украинский поэт, прозаик, переводчик, литературный критик, музыкант.

## Биография
Родился 23 февраля 1963 года в селе Матиевка (ныне Черниговская область, Украина) в семье писателя Вилия Москальца. Окончил среднюю школу № 4 в Бахмаче (1980). Заочно окончил Литературный институт имени А. М. Горького в Москве (поэзия, семинар Эдуарда Балашова) (1990).
Был одним из основателей бахмачской литературной группы ГАК. Служил в Советской армии (1981—1983), работал на радиозаводе в Чернигове, был участником Львовского театра-студии «Не журись!», выступая как автор-исполнитель собственных песен. Автор слов и музыки известной на Украине песни «Вона» («Завтра прийде до кімнати…»).
С 1991 года живёт в родном селе в собственноручно построенной Келье Чайной Розы, занимаясь исключительно литературным трудом. Член НСПУ (с 1992) и Ассоциации украинских писателей (с 1997).
13 августа 2015 года Константин Вильевич женился на украинской писательнице Богдане Матияш.

### Поэзия
- «Думи» (Київ: Молодь, 1989);
- «Songe du vieil pelerin» («Пісня старого пілігрима») (Київ, 1994);
- «Нічні пастухи буття» (Львів: Кальварія, 2001);
- «Символ троянди» (Львів: Кальварія, 2001).
- «Мисливці на снігу» (Львів: ЛА «Піраміда», 2011).

### Проза
- «Досвід коронації»
- «Вечірній мед книга 1» (недоступная ссылка)
- «Вечірній мед книга 2» (недоступная ссылка)
- «Вечірній мед книга 3» (недоступная ссылка)
- «Рання осінь» (Львів: Класика, 2000);
- «Келія чайної троянди» (Львів: Кальварія, 2001) — щоденникові записи.
- «Досвід коронації» (Львів, ЛА «Піраміда», 2009)
- «Вечірній мед» (Київ, А-БА-БА-ГА-ЛА-МА-ГА, 2013)

### Эссеистика
- «Людина на крижині» (Київ: Критика, 1999);
- «Гра триває» (Київ: Факт, 2006).
- «Сполохи» (Львів, ЛА «Піраміда», 2014)

## Музыка
В 2000 году Виктор Морозов записал диск «Надо встать и выйти», а в 2008 году — диск «Армия света». Эти диски состоят из песен Кости Москальца.
Проза Константина Москальца опубликована на английском, немецком, русском и японском языках.

## Награды и премии
- Национальная премия Украины имени Тараса Шевченко (2015) — за книгу литературной критики и эссеистики «Сполохи»[2]

Лауреат премий
- журнала «Современность» (1994)
- имени А. Белецкого (2000)
- имени В. С. Стуса (2004)
- имени Владимира Свидзинского (2004)
- имени Михаила Коцюбинского (2005)
- имени Григория Сковороды «Сад божественных песен» (2006)
- художественной премии «Глодоський сокровище» (2010)
- имени Юрия Шевелева (2014)[3][4]